# Arthropteris boutoniana
Arthropteris boutoniana är en spjutbräkenväxtart som först beskrevs av William Jackson Hooker, och fick sitt nu gällande namn av Pichi-serm. Arthropteris boutoniana ingår i släktet Arthropteris och familjen Nephrolepidaceae. Inga underarter finns listade.